# 1-二苯基膦基-2-二苯基胂基乙烷
1-二苯基膦基-2-二苯基胂基乙烷是一种有机化合物，化学式为C26H24AsP。它可由乙烯基二苯基膦和二苯基胂在叔丁醇钾存在的情况下于苯中回流制得。它的乙醚溶液和三氯化铼（Re3Cl9）的乙醇溶液反应，可以得到Re3Cl9(arphos)3配合物沉淀。它和[ClMo(CO)2(C3H5)(CH3CN)2]在丙酮中反应，乙腈配体被取代，得到[ClMo(CO)2(C3H5)(arphos)]。